# 東京 (くるりの曲)
「東京」（とうきょう）は、日本のロックバンド・くるり1枚目のシングルであり、メジャー・デビュー作品。1998年10月21日にビクターエンタテインメントから発売された。

## 概要
作詞・作曲をした岸田繁が、シュガーフィールズの原朋信からデモ録音時にアンアーバー (Anarbor) の曲を聴かされ、それに感銘を受け一気に書き上げた曲で、岸田曰く「初めて素直な気持ちが書けた」と気に入っており、ベスト・アルバム『ベスト オブ くるり / TOWER OF MUSIC LOVER』にも収録されている。
プロデューサーを務めた佐久間正英は、「サウンド的なことで言うと、僕が今までプロデュースした全作品の中で、『東京』は群を抜いてます。今聴き返しても。何であんなにいいものができたんだろう？ と思うぐらい、すごい作品だなと思います。あの時のメンバーの演奏が良かったのと、トム・デュラックがレコーディングとミックス・エンジニアをやってるんですが、トムのいい部分が丸々出たという感じですね。」と評している。
くるりのインディーズアルバムである『もしもし』に先に収録されているバージョンはシングルより間奏が若干長いが、曲としてはそれがオリジナル・バージョンであり、ライブもそのバージョンでしか演奏されない。シングル・バージョンは、「ちょっとでもラジオで流れやすいように」と事務所の意向から音楽プロデューサーの佐久間正英を通しアレンジされたもので、岸田は当初それが不満だったという。
後に映画『ソラニン』の劇中や、映画『モテキ』の劇中歌にも使用された。

## 収録曲
1. 東京
  - 作詞・作曲：岸田繁、編曲：くるり、シュガーフィールズ＆佐久間正英[5]
2. 尼崎の魚
  - 作詞・作曲：岸田繁、編曲：くるり＆佐久間正英[5]
3. ラブソング
  - 作詞：岸田繁、作曲：岸田繁＆佐藤征史、編曲：くるり＆佐久間正英[5]

## 収録アルバム
| 楽曲         | アルバム                                      | 発売日        | 規格品番      | 備考                           |
| ------------ | --------------------------------------------- | ------------- | ------------- | ------------------------------ |
| 「東京」     | 『さよならストレンジャー』                    | 1999年4月21日 | VICL-60365    | 1stアルバム アルバムバージョン |
| 「東京」     | 『ベスト オブ くるり / TOWER OF MUSIC LOVER』 | 2006年7月26日 | VICL-61985/6  | ベストアルバム                 |
| 「東京」     | 『東京こんぴ』                                | 2012年3月7日  | VICL-63845    | コンビレーションアルバム       |
| 「東京」     | 『くるりの20回転』                            | 2016年9月14日 | VICL-64632～4 | オールタイムベストアルバム     |
| 「尼崎の魚」 | 『ベスト オブ くるり / TOWER OF MUSIC LOVER』 | 2006年7月26日 | VICL-61985/6  | ベストアルバム                 |